# Schildpaddencentrum
Stichting Schildpaddencentrum Nederland (SSN) is een in 1990 als Schildpaddenopvang Alphen aan den Rijn (SSA) opgerichte stichting. Het Schildpaddencentrum opende in 2002 de deuren voor publiek als (klein) dierenpark op het Bedrijventerrein Molenwetering in Alphen aan den Rijn. In 1979 was al begonnen met de opvang van schildpadden in een woning in Alphen aan den Rijn. Het Schildpaddencentrum is in 2021 gestopt als publiek toegankelijk dierenpark. Jaarlijks worden nog wel bezoekdagen georganiseerd.

## Activiteiten
Het Schildpaddencentrum geeft voorlichting over land- en moerasschildpadden in het algemeen en over de verzorging van deze reptielen in het bijzonder. Het centrum verzorgt op bezoekdagen educatie wat betreft oorsprong, plaats in het dierenrijk, voortplanting, bedreigingen in de vrije natuur en illegale handel op het gebied van land-, moeras- en zeeschildpadden.
Er zijn geen schildpadden voor het Schildpaddencentrum in de vrije natuur gevangen of aangekocht en er wordt niet bewust gekweekt. De schildpadden in het centrum worden niet (door)verkocht.

## Financiering
Het Schildpaddencentrum ontvangt geen subsidie van de overheid en is sterk afhankelijk van schenkingen, legaten, subsidies of sponsorbijdrages van derden, zoals stichtingen, fondsen, particulieren en bedrijven. Het Schildpaddencentrum is onder RSIN 008789228 geregistreerd als goed doel (anbi).